# Loing
Der Loing ist ein Fluss im nördlichen Zentral-Frankreich, der mehrere Regionen und Départements durchläuft. Er entspringt bei Sainte-Colombe-sur-Loing in 320 Metern Seehöhe auf den Höhen der Puisaye. Zunächst entwässert er nach Nordwesten, dreht dann aber Richtung Nord und mündet nach rund 143 Kilometern bei Saint-Mammès als linker Nebenfluss in die Seine. Ab Rogny-les-Sept-Écluses begleitet der Canal de Briare den Fluss. Ab Buges, nahe Montargis, geht dieser in den weiterhin parallel zum Fluss verlaufenden Canal du Loing über. Hier mündet auch der derzeit außer Betrieb befindliche Canal d’Orléans. Die Kanäle waren früher für die Versorgung von Paris von großer Bedeutung, dienen heute im Wesentlichen aber nur mehr Freizeitzwecken.

## Durchquerte Départements
- Region Bourgogne-Franche-Comté
  - Département Yonne
- Region Centre-Val de Loire
  - Département Loiret
- Region Île-de-France
  - Département Seine-et-Marne

## Orte am Fluss
- Sainte-Colombe-sur-Loing
- Saint-Fargeau
- Bléneau
- Rogny-les-Sept-Écluses
- Châtillon-Coligny
- Montargis
- Nemours
- Grez-sur-Loing
- Moret-sur-Loing
- Saint-Mammès

## Wasserversorgung von Paris
Im Einzugsgebiet des Loing und seines Nebenflusses Lunain wurden Anfang des 20. Jahrhunderts etliche Quellen gefasst und in einer 91 Kilometer langen Wasserleitung, dem Aqueduc du Loing et du Lunain, in Richtung Paris abgeleitet. Das Aquädukt vereinigt sich im Wald von Fontainebleau, westlich von Moret-sur-Loing, mit den beiden anderen Wasserleitungen Aqueduc de la Vanne und dem Aqueduc de la Voulzie. Alle drei zusammen stellen die Trinkwasserversorgung von Paris aus Richtung Süden dar.